# Appleton (Minnesota)
Appleton é uma cidade localizada no estado americano de Minnesota, no Condado de Swift.

## Demografia
Segundo o censo americano de 2000, a sua população era de 2871 habitantes. 
Em 2006, foi estimada uma população de 2021, um decréscimo de 850 (-29.6%).

## Geografia
De acordo com o United States Census Bureau tem uma área de 5,4 km², dos quais 5,2 km² cobertos por terra e 0,2 km² cobertos por água.

## Localidades na vizinhança
O diagrama seguinte representa as localidades num raio de 24 km ao redor de Appleton. 